# Лентехі (містечко)
Лентехі (груз. ლენტეხი) — містечко (даба) в Лентехі, Рача-Лечхумі та Квемо-Сванеті, Грузія.
За даними перепису населення 2014 року в дабі проживає 947 осіб.